# Xã Blackhoof, Quận Carlton, Minnesota
Xã Blackhoof (tiếng Anh: Blackhoof Township) là một xã thuộc quận Carlton, tiểu bang Minnesota, Hoa Kỳ. Năm 2010, dân số của xã này là 893 người.